# Friedrich Fabricius
Friedrich Fabricius (ur. 20 kwietnia 1642 w Szczecinie, zm. 11 listopada 1703 tamże) – niemiecki pastor luterański, poeta.

## Życiorys
Był synem szczecińskiego sędziego miejskiego, Joachima Fabriciusa. Osierocony w dzieciństwie przez obydwoje rodziców, był wychowywany przez wuja Gottfrieda Schwellengrebela, późniejszego burmistrza miasta. Od 1659 roku uczęszczał do Pedagogium Szczecińskiego, później odbył studia teologiczne w Lipsku, Jenie, Lejdzie i Utrechcie. Po powrocie do Szczecina w 1667 roku został diakonem w kościele św. Mikołaja, a od 1690 roku pełnił funkcję jego proboszcza. W latach 1678–1679 był więziony za wyrażenie sprzeciwu wobec zajęcia Szczecina przez wojska elektora brandenburskiego Fryderyka Wilhelma I. W 1691 roku uzyskał tytuł doktora teologii na uniwersytecie w Wittenberdze.
Pisał wiersze okolicznościowe, modlitwy i pieśni kościelne. Jest autorem m.in. pieśni adwentowej „Liebster Jesu, sei willkommen hier in dieser bösen Welt”.